# Kislőd
Kislőd (deutsch Kischludt) ist eine ungarische Gemeinde im Kreis Ajka im Komitat Veszprém.

## Geografische Lage
Kislőd liegt sechseinhalb Kilometer nordöstlich der Stadt Ajka. Nachbargemeinden sind Városlőd und Ajkarendek, ein Ortsteil von Ajka.

## Geschichte
Er wurde erstmals 1378 urkundlich erwähnt und war nach der Türkenbefreiung zunächst unbewohnt. Um das Jahr 1723 wurden deutsche Kolonisten aus der Mainzer Gegend angesiedelt. Ab 1747 gab es eine starke Zusiedlung deutscher Kolonisten aus der Rheingegend und der Umgebung von Aschaffenburg (Wiesthal, Rothenbuch).
Bereits 1751 gab es dann einen ersten Hochofen zur Roheisengewinnung aus Bauxit (ein Teil der errichteten Häuser stehen heute noch und wird noch bewohnt).
Der Ort gehörte bis 1752 zur Pfarrei Városlőd. 1780 wurde eine römisch-katholische Pfarrkirche errichtet.
Die Bürgerzählung von 1930 ergab 1541 Bewohner (1518 römisch-katholische, 5 reformierte, 6 evangelische, 12 jüdische).
Am 2. Juli 1868 gab es ein wohl einmaliges Ereignis im ungarischen Raum: kollektive Magyarisierung aller deutschen Familiennamen. (Genehmigung des Innenministeriums Nr. 13659)

### Zweiter Weltkrieg
Am 10. März 1945 marschierten die Russen in Kislőd ein. Am 6. Januar 1948 wurde etwa ein Drittel der Dorfbevölkerung ausgewiesen. Am 8. Januar 1948 wurden die Ausgewiesenen in Viehwaggons in die Sowjetische Besatzungszone gebracht, wo sie am 10. Januar 1948 in Pirna ankamen. Ca. eine Woche später wurden die Vertriebenen in die Regionen um Zwickau, Aue und Auerbach verteilt.

## Bevölkerungsentwicklung
- Jahr Einwohner[4]
- 1757 672
- 1830 1.355
- 1880 1.641 (ab 1880 zwischen 6,1% und 92,5% deutscher Bevölkerungsanteil)
- 1890 1.746 (ab 1890 sinkende Einwohnerzahl aufgrund Abwanderungen meist nach Kanada und USA)
- 1900 1.711
- 1930 1.541 (1321 Deutsche, 219 Ungarn, 1 Slowake)
- 1941 1.652
- 1949 1.747
- 1960 1.465

## Sehenswürdigkeiten
- Kalvarienberg
- Mihály Rőthy Kirchengeschichtliche Sammlung (Rőthy Mihály Egyháztörténeti Gyűjtemény)
- Römisch-katholische Kirche Szent József és Szent Vendel, erbaut 1770–1780 (Barock)

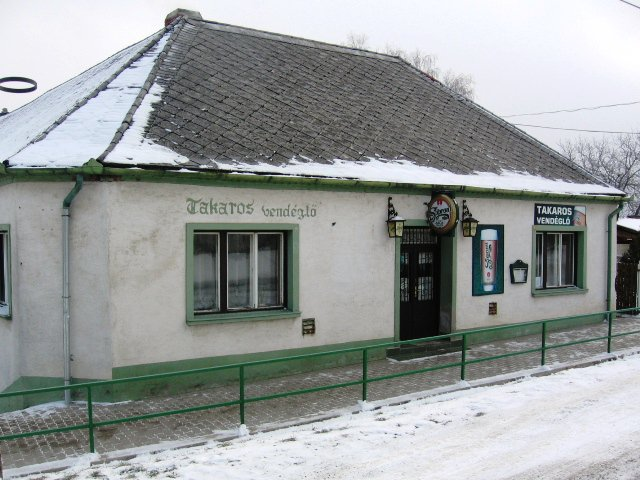
Gaststätte in Kislőd
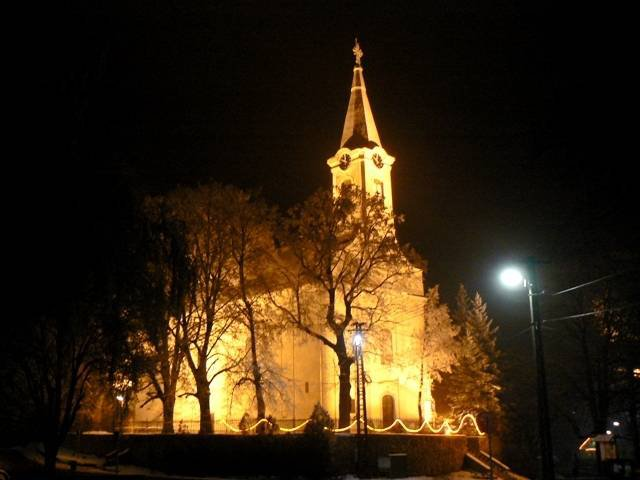
Röm.-kath. Kirche Szent József és Szent Vendel

## Verkehr
Durch Kislőd verläuft die Nebenstraße Nr. 73121, nördlich des Ortes die Hauptstraße Nr. 8. Über den ein Kilometer südlich gelegenen Bahnhof Kislőd-Városlőd ist die Gemeinde angebunden an die Eisenbahnstrecke von Celldömölk nach Veszprém.